# ポケコロ
ポケコロ（ぽけころ）は、ココネ株式会社より2011年9月26日にリリースされたスマートフォン用のキャラクター着せかえアプリ。（アバターアプリ）
女性はもちろん、男性も楽しめる。幅広い年齢で利用されている。
※旧『ポケットコロニー』

## 概要
ポケットの中に広がる宇宙、「ポケコロの星」に住んでいる"コロニアン"の着せ替えやお世話をしながら、自分だけの星をつくる、キャラクター着せ替えアプリ
すでに７万点以上のアイテムがリリースされており、組み合わせは60那由多通り以上ある。
着せ替えの他には、星に植えている木を育てたり、育てた実で料理をしたり、友達同士のコミュニケーションを楽しむことができる。

## シーズン（season）
10周年記念としてシーズンを追加される。
| シーズン  | 期間                    |
| --------- | ----------------------- |
| シーズン1 | 2022年2月2日から4月25日 |
| シーズン2 | 2022年                  |

## 登場キャラクター（NPC）
- ポケジリ博士
- コロネ
- ネネ
- ヒナ
- ニャーブル
- ポニモニ
- ポストマン
- ステュー
- シエル
- スピカ
- プランタン
- シェフー（料理全般）
- リンリン（料理：中華）
- キャンディス（料理：デザート）
- ハインツ（料理：洋食）
- 江戸前イサオ（料理：和食）
- ゴンザマス（料理：クエスト）

## 歴史
- 2011年
  - 9月 - iOS版『ポケットコロニー（現『ポケコロ』）』リリース
- 2012年
  - 5月 - Android版『ポケットコロニー』リリース
- 2014
  - 7月 -
    - 匿名で相談しあえる「なぐさめの星」リリース
    - 正式名称が『ポケコロ』に変更

  - 8月 -
    - TVCM「スマホの中の私だけの星」篇　放映
    - ペットと遊べる「わんこの星」リリース
    - Google PlayのTVCM「Game Logo Spot かわいいゲーム」篇 に参加

  - 10月 - ペットと遊べる「にゃんこの星」リリース
  - 12月 - Google Playベストアプリ受賞
- 2015年
  - 1月 - TVCM「かわいくお着替え」篇　「可愛いペットと暮らそう」篇　放映
  - 2月 - 公式ファンブック「ポケコロ」（宝島社）出版　ベストセラー選出
  - 4月 - Google Play春のおすすめアプリ選出
  - 8月 -
    - TVCM　小倉優子「こりん星つくっちゃいました」篇　「こりん星のお姫様」篇　「つりの星」篇　放映
    - App Store人気App掲載
    - 公式ファンブック「ときめきファンブック」（宝島社）を出版

  - 12月 -
    - 雑誌「ニコラ」にてティーンが選ぶ好きなアプリ第4位獲得
    - OSとGoogle Playのコンバインドランキング（非ゲーム部門）で、2015年11月度売上げ世界第７位にランクイン（World App Annie発表）
- 2016年
  - 1月 - Google Play歴代ランキング世界第10位にランクイン（iOS＆Google Play combined）
  - 4月 - TVCM「クマたちと暮らすお部屋」篇「スウィートルーム」篇　「人魚姫のお部屋」篇　放映
- 2017年
  - 8月 - TVCM　指原莉乃 「20,30代女性のあなたに」篇「ゴロゴロ ポケコロ」篇　放映
- 2018年
  - 8月 - TVCM　YOKO FUCHIGAMI（ロバート秋山竜次）「ファッション」篇「ポケとも」篇　放映
- 2019年
  - 11月 - 8周年を記念した「ポケコロ8th Anniversary ART BOOK」（宝島社）を出版

## コラボガチャ
- スヌーピー（2012）
- ハローキティ（2014）
- クリィミーマミ（2014）
- マイメロディ（2015）
- ミッキーマウス　ミニーマウス（2016）
- サンリオ（2017）
- 鉄腕アトム（2017）
- 手塚治虫ワールド（2017）
- Swankiss（2017）
- リトルツインスターズ キキララ（2018）
- スヌーピー (2020)
- ムーミン（2020）
- KEITAMARUYAMA（2020）
- 美少女戦士セーラームーンEternal（2020）
- ムーミン（2021）
- ANNA SUI（2021）
- カードキャプターさくら（2022）
- 初音ミク「マジカルミライ」（2022）
- リラックマ (2023)
- ミッキーマウス・ミニーマウス (2023)
- すみっコぐらし (2024)